# Irischer Hungerstreik von 1981
Der Irische Hungerstreik von 1981 bildete den Endpunkt eines fünf Jahre lang anhaltenden Protests republikanischer Gefangener während des Nordirlandkonflikts. In diesem Hungerstreik starben zehn Mitglieder der Provisional Irish Republican Army (IRA) und der Irish National Liberation Army (INLA), darunter Bobby Sands, der kurz vor seinem Tod ins britische Unterhaus gewählt worden war.
Dem Hungerstreik von 1981 ging seit 1976 der Blanket Protest voraus, der später in den Dirty Protest überging. Als dieser erfolglos blieb, kam es 1980 zu einem ersten Hungerstreik. Er endete mit einem Erfolg, da den Protestierenden zugesichert wurde, dass ihre fünf Streikforderungen erfüllt würden. Als sich herausstellte, dass die zentrale Forderung, das Tragen von Zivilkleidung, nicht erfüllt wurde, und damit verbunden ihr Sonderstatus – der so genannte Special Category Status – als politische Gefangene nicht anerkannt wurde, traten republikanische Gefangene im März 1981 erneut in den Hungerstreik.
Der Hungerstreik veränderte die politische Landschaft in Nordirland: Nach 1981 erzielte die mit der IRA verbundene Partei Sinn Féin erhebliche Wahlerfolge. International stieß die unnachgiebige Haltung der britischen Regierung auf Kritik.

## Vorgeschichte

### Hintergrund
Hungerstreiks durch gefangene Republikaner in Irland gab es seit 1917. Bis zum ersten Hungerstreik von 1980 starben zwölf Gefangene, darunter Thomas Ashe (1885–1917), Terence MacSwiney (1879–1920), Seán McCaughey (1915–1946), Michael Gaughan (1949–1974) und Frank Stagg (1942–1976).
Im August 1971 wurden in Nordirland Internierungen ohne Gerichtsverfahren eingeführt. Dabei wurden Personen, die verdächtigt wurden, Mitglieder oder Sympathisanten paramilitärischer Organisationen zu sein, im Gefängnis von Long Kesh (später in HM Prison Maze umbenannt) festgesetzt. Dort lebten die Internierten wie Kriegsgefangene unter ihren eigenen militärischen Kommandostrukturen; die Gefangenen paradierten mit nachgemachten Gewehren und hörten Vorträge zur Guerillataktik. Im Juli 1972 traten 40 Internierte der IRA, unter ihnen Billy McKee, in den Hungerstreik und erkämpften einen Sonderstatus (Special Category Status). Dieser Sonderstatus bedeutete, dass die Gefangenen weder Gefängnisuniform tragen noch Gefängnisarbeit verrichten mussten und weitere Privilegien hatten. Dieser Status kann mit dem der Kriegsgefangenen verglichen werden. 1976 hob die britische Regierung diesen Sonderstatus auf und wollte paramilitärische Gefangene wie Kriminelle behandeln. Die Verweigerung des Sonderstatus betraf Gefangene, die für nach dem 1. März 1976 begangene Straftaten verurteilt wurden. Die Abschaffung des Sonderstatus wird teilweise als Teil einer „Kriminalisierungspolitik“ der britischen Regierung gesehen, mit der der Öffentlichkeit vermittelt werden sollte, dass es sich beim Nordirlandkonflikt nicht um einen Krieg, sondern um ein Problem von Recht und Ordnung handele.

### Blanket- und Dirty Protest
Auf die Statusänderung hin begann am 14. September 1976 der Blanket Protest, als der neu ins Gefängnis gekommenen 19-jährigen Kieran Nugent sich weigerte, eine Gefängnisuniform zu tragen. Dem Blanket Protest schlossen sich weitere Gefangene der IRA und INLA an. Sie legten sich entweder nackt oder in Decken gehüllt auf den Zellenboden. Nachdem sie in Zellen ohne Waschmöglichkeiten und Toiletten verlegt wurden, kam es zu Misshandlungen, als sie die Zellen verließen. Daraufhin verließen die Gefangenen ihre Zellen nicht mehr und entleerten ihre von ihrer Notdurft gefüllten Gefäße nicht, was als slop out bezeichnet wurde. Als ihnen auch diese Gefäße weggenommen wurden, eskalierte der Konflikt in den Dirty Protest, bei dem sie ihre Zellenwände mit ihren Exkrementen beschmierten. Das Ziel dieser Proteste war die Wiederherstellung des Sonderstatus entsprechend der im Januar 1980 aufgestellten fünf Forderungen, den sogenannten “Five Demands”:
- das Recht, keine Gefängnisuniformen zu tragen,
- das Recht, Gefängnisarbeit zu verweigern,
- das Recht, freie Verbindungen mit anderen Gefangenen aufzunehmen und Bildungs- und Freizeitveranstaltungen zu organisieren,
- das Recht auf einen Besuch, einen Brief und ein Paket je Woche,
- voller Straferlass der am Streik Beteiligten.[8]

Anfänglich fand dieser Protest außerhalb des Gefängnisses wenig Beachtung, und sogar die IRA betrachtete ihn als nebensächlich, da sie ihre bewaffnete Kampagne für wichtiger hielt. Erste öffentliche Beachtung fand der Streik, als im August 1978 Tomás Ó Fiaich, der römisch-katholische Erzbischof von Armagh, die Gefangenen besuchte und die Verhältnisse, unter denen sie lebten, als unerträglich verurteilte.
Bei der Europawahl 1979 kandidierte die frühere Unterhaus-Abgeordnete Bernadette Devlin McAliskey mit einem Programm, das die protestierenden Gefangenen unterstützte. Sie gewann 5,9 % der Stimmen in Nordirland, obwohl Sinn Féin zum Wahlboykott aufgerufen hatte. Kurz darauf wurde das National H-Block/Armagh Committee auf einer breiten Basis formiert, das die Five Demands der Gefangenen unterstützte und das McAliskey zu ihrer Sprecherin ernannte.
Die Auseinandersetzungen im Gefängnis waren von Anschlägen begleitet, bei denen die IRA bis Januar 1980 18 Gefängniswärter erschoss. Viele von ihnen waren von den Gefangenen als besonders brutal benannt worden. Loyalistische Paramilitärs erschossen eine Reihe von Aktivisten des National H-Block/Armagh Committees. Im Januar 1981 wurden Bernadette McAliskey und ihr Ehemann bei einem Anschlag, für den die Ulster Defence Association verantwortlich gemacht wurde, schwer verletzt.

## Hungerstreiks

### Erster Hungerstreik 1980
Am 27. Oktober 1980 begannen die republikanischen Gefangenen des HM Prison Maze einen Hungerstreik. Zahlreiche Gefangene beteiligten sich kurzzeitig an diesem Streik und sieben schworen ein Durchhalten des Streiks auf die im Osteraufstand von 1916 proklamierte Verfassung Irlands. Diese Gruppe bestand aus den IRA-Mitgliedern Brendan Hughes, Tommy McKearney, Raymond McCartney, Tom McFeeley, Sean McKenna, Leo Green und dem INLA-Mitglied John Nixon. Am 1. Dezember begaben sich drei Gefangene des Frauengefängnisses sowie einige Dutzend Gefangene des HM Prison Maze in einen kurzzeitigen Hungerstreik. Während des Nervenkriegs zwischen der IRA-Führung und der britischen Regierung fiel McKenna als erster infolge seines Hungerstreiks ins Koma.
Die sieben Gefangenen beendeten ihren Streik am 18. Dezember 1980 nach 53 Tagen, als er auf dem Verhandlungsweg gelöst werden konnte. Die britische Regierung akzeptierte die Five Demands in einem 30-seitigen Dokument, das der Unterhändler Hughes ausgehandelt hatte und in Belfast übergeben wurde. Durch diese Vereinbarung wurde der Streik beendet und das Leben von McKenna konnte gerettet werden. Allerdings wurden von der britischen Regierung nicht alle Forderungen erfüllt; dies führte zu einem zweiten Hungerstreik 1981.

### Zweiter Hungerstreik 1981

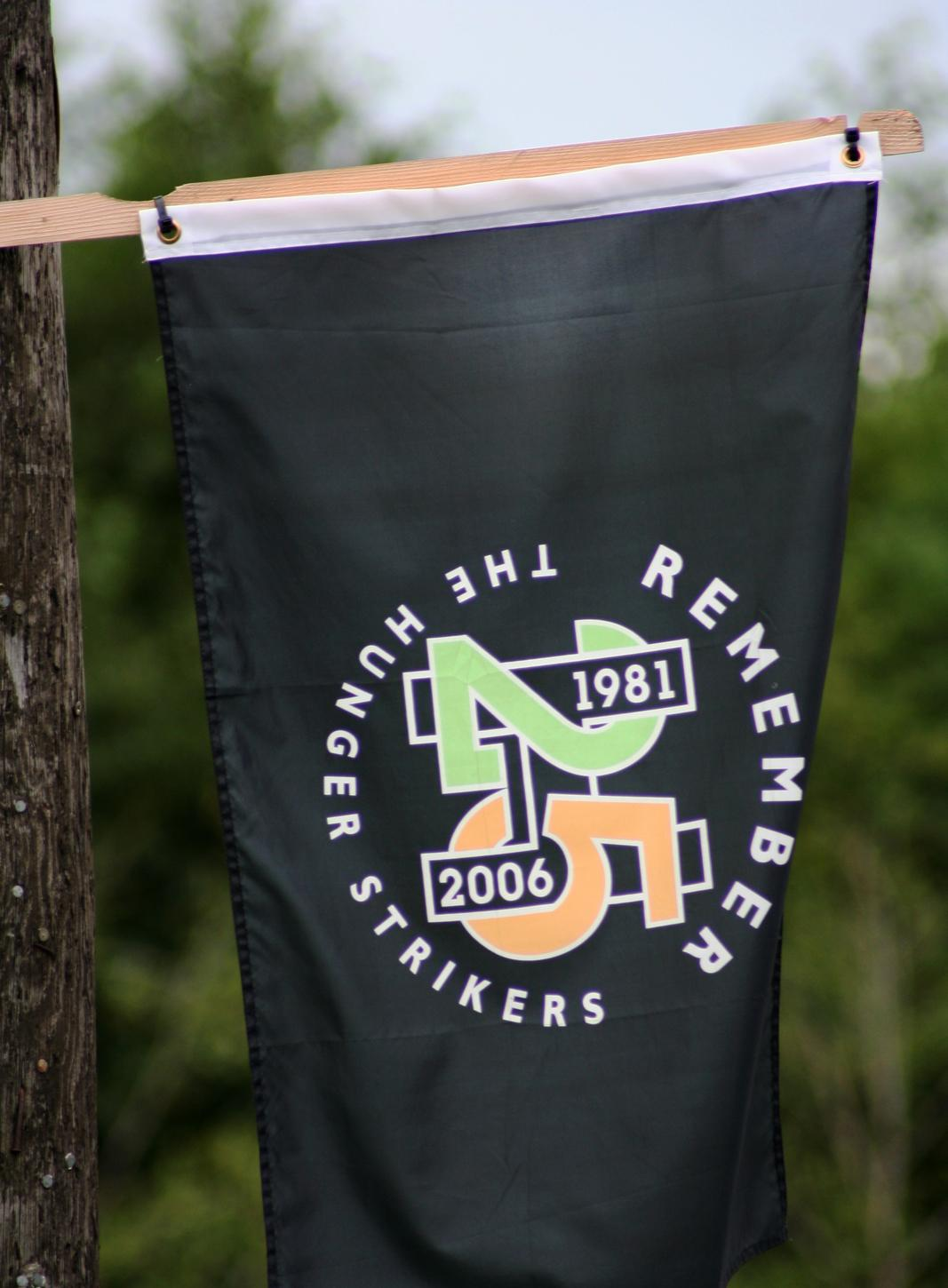
Eine Fahne, die an den 25. Jahrestag des Hungerstreiks erinnert

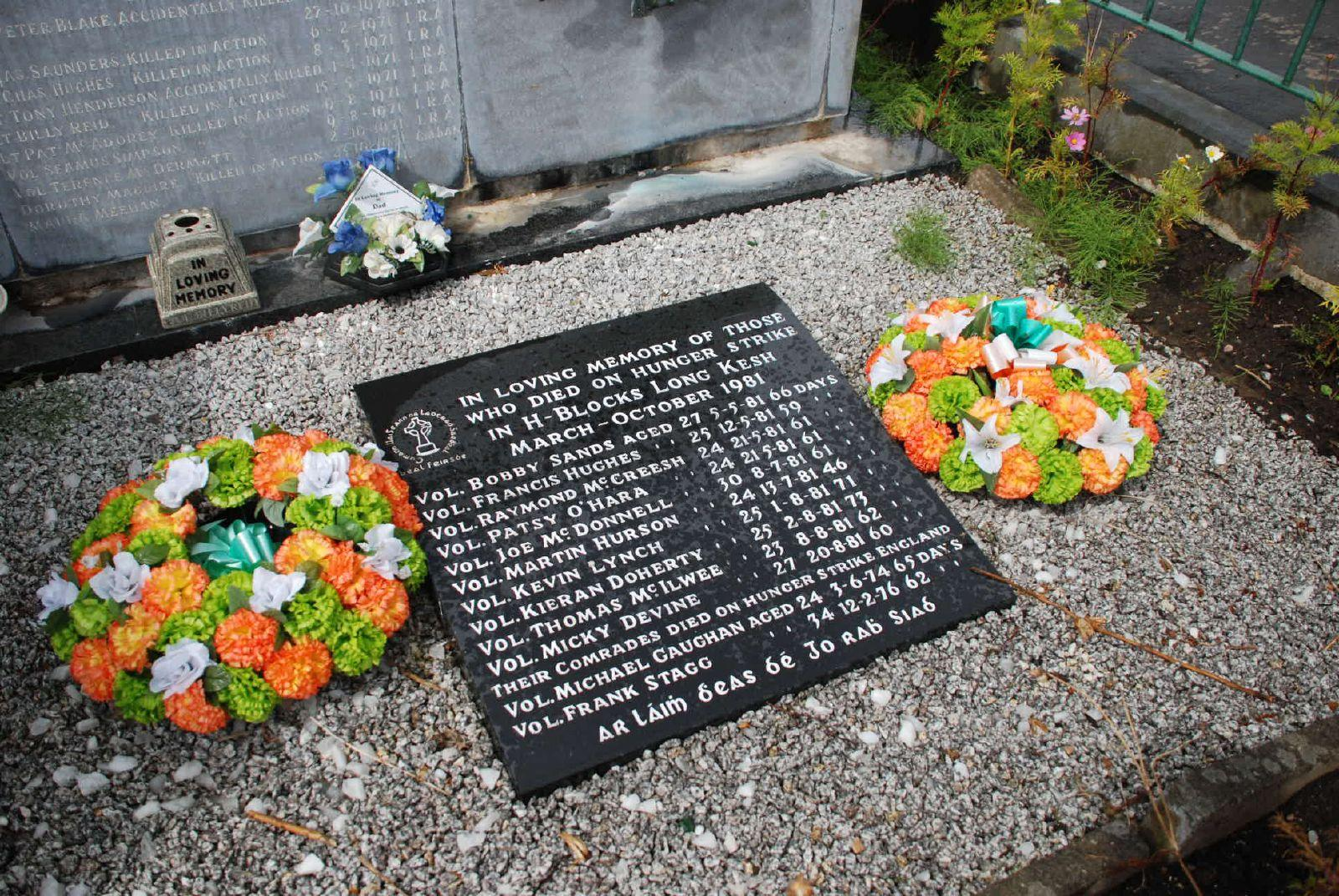
Das Hungerstreik-Mahnmal auf dem Milltown-Friedhof in Belfast

Im Januar 1981 erkannten die Gefangenen, dass ihre Forderungen nicht in Gänze akzeptiert wurden, als die Gefängniswärter Bekleidung verteilten. Die Gefangenen forderten das Recht zum Tragen ihrer eigenen Bekleidung ein und gaben am 4. Februar 1981 ein Statement ab, in dem sie die britische Regierung beschuldigten, dass sie den Konflikt fortsetze. Sie kündigten an, dass sie erneut in einen Hungerstreik eintreten werden. Anders als den ersten Hungerstreik begannen die Gefangenen ihn nicht zu einem festen Zeitpunkt, sondern gestaffelt, um eine möglichst große öffentliche Wirkung zu erzielen. Zudem wollten sie ein Maximum an politischem Druck auf die britische Premierministerin Margaret Thatcher erreichen. Der zweite Hungerstreik entwickelte sich zur Machtprobe zwischen den Gefangenen und Thatcher.

#### Streikverlauf
Am Tag, bevor Bobby Sands seinen Hungerstreik begann, marschierten 3500 protestierende Anhänger der republikanischen Bewegung durch den Westen von Belfast, deutlich weniger als zum Zeitpunkt des ersten Hungerstreiks vier Monate vorher, wo es etwa 10.000 waren.
Am 5. März starb Frank Maguire, der als Independent Republican Abgeordneter des Wahlkreises Fermanagh and South Tyrone im britischen Unterhaus war. Interesse an einer Kandidatur bei der notwendigen Nachwahl bekundeten Austin Currie von der Social Democratic and Labour Party, Bernadette McAliskey sowie der Bruder des Verstorbenen, Noel Maguire. McAliskey kündigte an, ihre Kandidatur zugunsten eines von den Gefangenen bestimmten Kandidaten zurückziehen zu wollen. Die Führung von Sinn Fein nominierte am 26. März Bobby Sands; alle anderen nationalistischen Bewerber zogen ihre Kandidatur zurück. Bei der Nachwahl am 9. April setzte sich Sands mit 30.492 zu 29.046 Stimmen gegen Harry West (Ulster Unionist Party) durch.
Nach Sands’ Wahlsieg keimte die Hoffnung auf eine Verhandlungslösung auf, aber Margaret Thatcher war zu keiner Konzession gegenüber den Hungerstreikenden bereit und bekräftigte dies: “We are not prepared to consider special category status for certain groups of people serving sentences for crime. Crime is crime is crime, it is not political.” („Wir sind nicht bereit einen Sonderstatus für gewisse Gruppen von Menschen einzuräumen, die Strafen für kriminelle Taten verbüßen. Kriminalität ist Kriminalität und bleibt Kriminalität, und das ist kein Politikum.“) Die Weltpresse kam nach Belfast und mehrere Vermittler suchten Sands auf, um eine Verhandlungslösung zur Beendigung des Hungerstreiks zu finden; dazu gehörten Síle de Valera (Enkelin von Éamon de Valera), der von Papst Johannes Paul II. beauftragte Bischof John Magee und Offizielle des Europäischen Gerichtshofs für Menschenrechte. Sands war zum Hungertod entschlossen und auch die Haltung der britischen Regierung blieb unverändert. Humphrey Atkins, der damalige Nordirlandminister, erklärte: “If Mr. Sands persisted in his wish to commit suicide, that was his choice. The Government would not force medical treatment upon him.” („Wenn Mr. Sands an seinem Selbstmordvorhaben festhält, ist das seine Wahl. Die Regierung wird ihm keine lebenserhaltende medizinische Hilfe aufzwingen.“)
Am 5. Mai starb Bobby Sands im Gefängniskrankenhaus am 66. Tag seines Hungerstreiks. Anschließend kam es zu Unruhen in Nordirland. Zu seiner Beerdigung auf dem Milltown-Friedhof, die sich unter militärischen Ehrenbezeugungen der IRA vollzog, kamen etwa 100.000 Menschen.
Humphrey Atkins erklärte, dass sich Sands zum Selbsttod entschlossen habe “under the instructions of those who felt it useful to their cause that he should die.” („unter den Instruktionen jener, die es für nützlich halten, wenn er stirbt.“) Margaret Thatcher äußerte nach der Bekanntgabe seines Todes kein Bedauern und sagte im Unterhaus: “Mr. Sands was a convicted criminal. He chose to take his own life. It was a choice that his organisation did not allow to many of its victims.” („Mr. Sands war ein verurteilter Krimineller. Er entschied sich sein Leben zu nehmen. Es war eine Entscheidung, die seine Organisation vielen ihrer Opfer nicht zugestand.“)
Nach dem Tod von Francis Hughes am 12. Mai nahmen die Unruhen in den nationalistischen Hochburgen Nordirlands, vor allem in Belfast und Derry, weiter zu. In Dublin versuchten 2000 Demonstranten, die britische Botschaft zu stürmen. In den zwei Wochen nach dem Tod von Sands starben weitere Hungerstreikende. Nach dem Tod der Hungerstreikenden Raymond McCreesh und Patsy O’Hara am 21. Mai kritisierte Erzbischof Tomás Ó Fiaich die Verhandlungstaktik der britischen Regierung im Hungerstreik, denn Margaret Thatcher habe alle Lösungsvorschläge negiert.
Bei der Wahl des irischen Parlaments im Juni 1981 kandidierten neun Gefangene. Kieran Doherty und Paddy Agnew, die sich nicht im Hungerstreik befanden, wurden gewählt. Bei den Kommunalwahlen in Nordirland im Mai trat Sinn Féin nicht an. Einige kleine Gruppen und unabhängige Kandidaten, die den Hungerstreik unterstützten, konnten Mandate gewinnen: Die Irish Independence Party gewann 21 Sitze, während die Irish Republican Socialist Party, der politische Flügel der INLA, und die People’s Democracy, eine trotzkistische Gruppe, je zwei Sitze gewannen. Ferner gewannen mehrere unabhängige Politiker, die den Hungerstreik unterstützten, Sitze. Die britische Regierung beschleunigte die Verabschiedung eines Gesetzes im Unterhaus: Durch den Representation of the People Act 1981 sollte verhindert werden, dass bei der zweiten Nachwahl in Fermanagh and South Tyrone ein weiterer Hungerstreikender kandidiert.

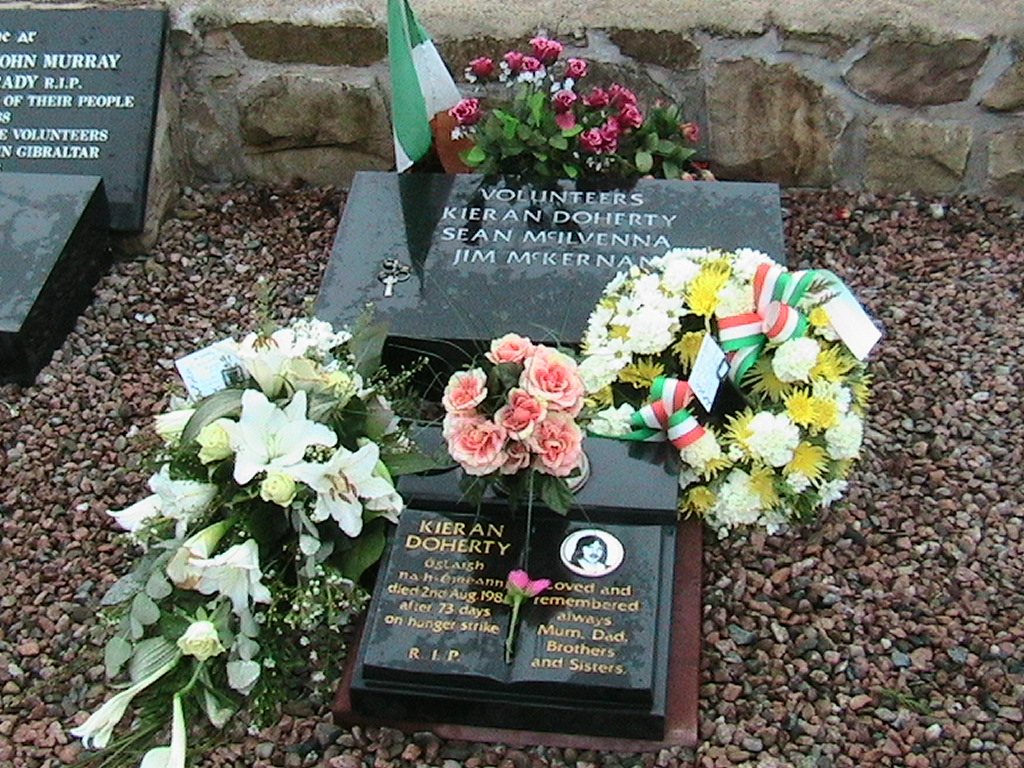
Mahnmal für den Hungerstreiker Kieran Doherty.

Nach dem Tode von Joe McDonnell und Martin Hurson beauftragten Familien der Hungerstreikenden den katholischen Priester Denis Faul am 28. Juli mit einer Intervention. Faul traf sich am gleichen Tag mit Gerry Adams. Dabei übte Faul Druck auf Adams aus, um einen Weg zur Beendigung des Hungerstreiks zu finden. Adams sicherte zu, dass er die Führung der IRA zu ihrer Bereitschaft zur Beendigung des Streiks konsultieren werde. Am folgenden Tag traf sich Adams mit sechs Männern, die sich im Hungerstreik befanden, um eine Vereinbarung auszuloten, die sowohl für die britische Regierung als auch für die Streikenden akzeptabel gewesen wäre. Die Streikenden lehnten jegliche Vereinbarung ab und meinten, dass sie nichts anderes akzeptieren können als eine vollständige Umsetzung der „Five Demands“, denn ein Abbruch sei eine Preisgabe der Opfer, die Bobby Sands und die anderen im Hungerstreik Verstorbenen gebracht hatten.

#### Streikende
Am 31. Juli begann die Streikfront abzubröckeln, als die Mutter von Paddy Quinn auf eine medizinische Intervention bestand, um sein Leben zu retten. Am folgenden Tag starb Kevin Lynch im Hungerstreik. Ihm folgten Kieran Doherty am 2. August, Thomas McElwee am 8. August und Michael Devine am 20. August. Am Tag, als Devine starb, gewann Owen Carron, der Wahlkampfleiter von Bobby Sands gewesen war, die Nachwahl in Fermanagh and South Tyrone und konnte dabei den von Sands erzielten Stimmenvorsprung ausbauen. Am 6. September intervenierte die Familie von Laurence McKeown und damit die vierte Familie, die medizinische Hilfe für ihren Familienangehörigen forderte. Der katholische Bischof Cahal Daly forderte die Gefangenen zum Ende des Hungerstreiks auf.
Eine Woche später wurde James Prior als Nachfolger von Atkins Nordirlandminister. Er traf sich mit Gefangenen, um über die Bedingungen zur Beendigung des Hungerstreiks zu verhandeln. Liam McCloskey beendete seinen Hungerstreik am 26. September, nachdem seine Familie erklärt hatte, dass sie medizinische Hilfe anfordern werde, sobald sein Leben in Gefahr geraten werde. Damit wurde deutlich, dass die Familien intervenieren werden, sobald das Leben ihrer Angehörigen gefährdet war. Der Streik wurde am 3. Oktober um 3:15 Uhr für beendet erklärt.
Am 6. Oktober kündigte Nordirlandminister Prior mehrere Veränderungen der Haftbedingungen an: So wurde den Gefangenen das Recht auf das Tragen eigener Kleidung unwiderruflich gestattet. Die einzige der fünf Forderungen, die nicht erfüllt wurde, war das Recht auf Verweigerung von Gefängnisarbeit. Dies wäre der faktischen Anerkennung des Kriegsgefangenenstatus der republikanischen Gefangenen gleichgekommen. Nach einem Ausbruch von zahlreichen Gefangenen aus dem Maze Prison 1983 und einem Sabotageakt wurde die Gefangenenwerkstatt geschlossen und damit auch die fünfte Forderung erfüllt, ohne dass dies einer formellen Anerkennung dieses Rechts durch die Regierung gleichkam.

#### Streikteilnehmer, die starben
Zehn Gefangene starben im Sommer 1981. Ihre Namen, Organisationszugehörigkeit, Todesdaten und die Dauer ihrer Streikteilnahme sind nachfolgend aufgeführt:
| Name             | Organisation | Streikbeginn | Todestag   | Streiklänge | Grund der Verhaftung                                                 |
| ---------------- | ------------ | ------------ | ---------- | ----------- | -------------------------------------------------------------------- |
| Bobby Sands      | IRA          | 1. März      | 5. Mai     | 66 Tage     | Besitz von Handfeuerwaffen                                           |
| Francis Hughes   | IRA          | 15. März     | 12. Mai    | 59 Tage     | Verschiedene Verstöße, einschließlich einer Ermordung eines Soldaten |
| Raymond McCreesh | IRA          | 22. März     | 21. Mai    | 61 Tage     | Mordversuch, Besitz eines Gewehrs, IRA-Mitgliedschaft                |
| Patsy O’Hara     | INLA         | 22. März     | 21. Mai    | 61 Tage     | Besitz einer Handgranate                                             |
| Joe McDonnell    | IRA          | 8. Mai       | 8. Juli    | 61 Tage     | Besitz von Handfeuerwaffen                                           |
| Martin Hurson    | IRA          | 28. Mai      | 13. Juli   | 46 Tage     | Mordversuch, Verwicklung in eine Bombenlegung, IRA-Mitgliedschaft    |
| Kevin Lynch      | INLA         | 23. Mai      | 1. August  | 71 Tage     | Diebstahl einer Schrotflinte, Teilnahme an einer Straferschießung    |
| Kieran Doherty   | IRA          | 22. Mai      | 2. August  | 73 Tage     | Besitz von Handfeuerwaffen und Sprengstoff, Entführung               |
| Thomas McElwee   | IRA          | 8. Juni      | 8. August  | 62 Tage     | Totschlag                                                            |
| Michael Devine   | INLA         | 22. Juni     | 20. August | 60 Tage     | Diebstahl und Besitz von Handfeuerwaffen                             |

Offizielle pathologische Berichte stellten als Ursache des Todes fest, dass er durch „self-imposed starvation“ (selbstverursachtes Verhungern) herbeigeführt worden sei. Später wurde dies, nach Einsprüchen von Hinterbliebenen, in „starvation“ (Verhungern) abgeändert. Der Gerichtsmediziner berichtete, dass Urteile auch mit “starvation, self-imposed” begründet wurden.

#### Streikteilnehmer, die überlebten
Während zehn Männer in diesem Hungerstreik starben, verweigerten im Streik weitere 13 Personen die Nahrungsaufnahme und brachen ihn nach der Intervention ihrer Familien aus medizinischen Gründen ab. Viele von ihnen leiden noch heute an den Folgen des Hungerstreiks, wie Beeinträchtigungen ihrer geschmacklichen, visuellen, physischen und neurologischen Wahrnehmung.
| Name               | Organisation | Streikbeginn  | Streikende    | Streiklänge | Grund des Streikendes                                                          |
| ------------------ | ------------ | ------------- | ------------- | ----------- | ------------------------------------------------------------------------------ |
| Brendan McLaughlin | IRA          | 14. Mai       | 26. Mai       | 13 Tage     | Perforation eines Geschwürs mit innerer Blutung                                |
| Paddy Quinn        | IRA          | 15. Juni      | 31. Juli      | 47 Tage     | Beendigung durch Familienintervention                                          |
| Laurence McKeown   | IRA          | 29. Juni      | 6. September  | 70 Tage     | Beendigung durch Familienintervention                                          |
| Pat McGeown        | IRA          | 9. Juli       | 20. August    | 42 Tage     | Beendigung durch Familienintervention                                          |
| Matt Devlin        | IRA          | 14. Juli      | 4. September  | 52 Tage     | Beendigung durch Familienintervention                                          |
| Liam McCloskey     | INLA         | 3. August     | 26. September | 55 Tage     | Seine Familie kündigte eine Intervention bei einsetzender Bewusstlosigkeit an. |
| Pat Sheehan        | IRA          | 10. August    | 3. Oktober    | 55 Tage     | Ende des Hungerstreiks                                                         |
| Jackie McMullan    | IRA          | 17. August    | 3. Oktober    | 48 Tage     | Ende des Hungerstreiks                                                         |
| Bernard Fox        | IRA          | 24. August    | 24. September | 32 Tage     | Erlitt ein Nierenversagen                                                      |
| Hugh Carville      | IRA          | 31. August    | 3. Oktober    | 34 Tage     | Ende des Hungerstreiks                                                         |
| John Pickering     | IRA          | 7. September  | 3. Oktober    | 27 Tage     | Ende des Hungerstreiks                                                         |
| Gerard Hodgkins    | IRA          | 14. September | 3. Oktober    | 20 Tage     | Ende des Hungerstreiks                                                         |
| James Devine       | IRA          | 21. September | 3. Oktober    | 13 Tage     | Ende des Hungerstreiks                                                         |

## Folgen
Unmittelbar nach dem Ende des Hungerstreiks beurteilte die britische Presse den Ausgang als Triumph für Thatcher: Der The Guardian konzedierte: “The Government had overcome the hunger strikes by a show of resolute determination not to be bullied.” („Die Regierung besiegte den Hungerstreik durch das Zeigen resoluter Entschlossenheit, sich nicht schikanieren zu lassen.“) Allerdings war dies ein Pyrrhussieg für Thatcher und ihre britische Regierung. Thatcher wurde zu einer republikanischen Hassfigur von der Größe und Bedeutung eines Oliver Cromwell. Danny Morrison beschrieb sie als „the biggest bastard we have ever known“ („den größten Bastard, den wir kennen“). International stieß die Haltung der britischen Regierung auf Proteste: Die anglo-irischen Beziehungen waren, ähnlich wie während der Internment-Politik 1971 und nach dem Bloody Sunday von 1972, erheblich angespannt. Der französische Außenminister Claude Cheysson erklärte, der Mut der Hungerstreikenden verdiene Respekt und bezeichnete ihren Tod als „höchstes Opfer“. Zudem bot Frankreich der irischen Regierung an, die königliche Hochzeit von Diana Spencer und Prinz Charles zu boykottieren, was von Irland abgelehnt wurde. Fidel Castro verglich die Behandlung der Hungerstreikenden mit der Spanischen Inquisition.
Die IRA gewann verstärkt neue Mitglieder und war in der Lage, die Zahl ihrer Anschläge zu erhöhen. Es gab eine Welle der Gewalt, nachdem es seit Ende der 1970er Jahre verhältnismäßig ruhig gewesen war. Es kam in Nordirland zu umfangreichen Unruhen. Die Sicherheitskräfte verschossen 1981 29.695 Gummigeschosse, die zu sieben Todesfällen führten. In den folgenden acht Jahren nach dem Ende des Hungerstreiks wurden etwa 16.000 Gummigeschosse abgefeuert, mit der Folge von vier Todesfällen. Die IRA verfolgte ihre bewaffnete Kampagne weiter: Sie erschoss während des siebenmonatigen Streiks 13 Polizisten, acht Soldaten, fünf Mitglieder des Ulster Defence Regiment und fünf Zivilisten. Die sieben Monate bildeten einen Höhepunkt des Nordirlandkonflikts; in denen insgesamt 61 Personen getötet wurden, darunter 34 Zivilisten. Drei Jahre später wollte sich die IRA an der Person der Premierministerin Thatcher mit dem Bombenanschlag auf das Brighton Hotel rächen, als dort eine Konferenz der Conservative Party abgehalten wurde. Dabei wurden fünf Personen getötet; Thatcher entging nur knapp dem Anschlag.
Die Wahlerfolge während des Hungerstreiks ermutigten Sinn Féin, sich an Wahlen zu beteiligen und waren die Geburtsstunde der armalite and ballot box strategy (Strategie mit Gewehr und Wahlzettel). Gerry Adams erklärte: “His [Sands] victory exposed the lie that the hunger strikers – and by extension the IRA and the whole republican movement – had no popular support.” („Sein [Sands] Sieg widerlegte die Lüge, dass die Hungerstreikenden – und damit die IRA und die gesamte republikanische Bewegung – keine öffentliche Unterstützung fanden.“) Die Wahlerfolge in der Republik Irland trugen mit zur Niederlage der Fianna-Fáil-Regierung unter Charles Haughey bei. 1982 gewann Sinn Féin fünf Sitze in der Wahl zum nordirischen Abgeordnetenhaus; bei den britischen Parlamentswahlen 1983 wurde Gerry Adams Sinn Féin-Abgeordneter für West Belfast. Nach dem nordirischen Friedensprozess und dem Karfreitagsabkommen von 1998 wurde Sinn Féin 2001 die stärkste nationalistische Partei Nordirlands.
2005 wurde die Rolle Gerry Adams’ von dem früheren Gefangenen Richard O’Rawe, der für die Öffentlichkeitsarbeit während des Streiks zuständig war, hinterfragt. Laut Angaben in O’Rawes Buch Blanketmen hatte Adams den Hungerstreik verlängert, um ihn für Sinn Féin zu nutzen. Deshalb sei es Owen Carron gelungen, den Abgeordnetensitz von Bobby Sands zu gewinnen. Diese Behauptung wurde von mehreren Hungerstreikenden und Brendan McFarlane bestritten. McFarlane erklärte, dass die Version von O’Rawe konfus und fragmentarisch sei, und sagte: “We were desperate for a solution. Any deal that went some way to meeting the five demands would have been taken. If it was confirmed in writing, we’d have grabbed it … There was never a deal, there was never a ’take it or leave it’ option at all.” („Wir suchten verzweifelt nach einer Lösung. Jedes Angebot, das einiges dazu beigetragen hätte, die ‚Five Demands‘ zu erfüllen, wäre angenommen worden. Falls es schriftlich zugesichert worden wäre, hätten wir zugegriffen […] Es gab niemals ein Angebot, es gab keine Option ‚Nimm es oder lass es‘“)

## Mahnmale
Es gibt zahlreiche Mahnmale und Wandgemälde zur Erinnerung an die Hungerstreikenden in Irland und Nordirland, unter anderem in Belfast, Dublin, Derry, Crossmaglen und Camlough. Jährliche Gedenkfeiern für die Verstorbenen finden über Irland verteilt statt; ein Erinnerungsmarsch wird jedes Jahr in Belfast mit einer abschließenden Würdigung von Bobby Sands abgehalten. Einige Ortschaften und Städte Frankreichs benannten nach Bobby Sands Straßen, darunter Saint-Denis und Le Mans. Die Regierung des Irans benannte die Straße nach Bobby Sands, die an der britischen Botschaft in Teheran vorbeiführt; sie war zuvor nach Winston Churchill benannt.
Ein Mahnmal für die während der Irischen Rebellion von 1798, im Osteraufstand und im Hungerstreik gestorbenen Männer befindet sich im Waverley Cemetery in Sydney, Australien, der auch der Bestattungsort von Michael Dwyer von der Society of United Irishmen ist. Im Jahr 1997 entschied die Bevölkerung von Hartford in Connecticut, USA, ein Monument für Bobby Sands und die anderen gestorbenen Hungerstreikenden zu errichten. Das Monument steht am Bobby Sands Circle, am Beginn der Maple Avenue beim Goodwin Park.
Am 20. März 2001 eröffnete der Vorsitzende von Sinn Féin, Mitchel McLaughlin, vom nationalen Hunger Strike Commemoration Committee eine Ausstellung im Europa Hotel in Belfast, in der drei Kunstwerke zum Hungerstreik von Belfaster Künstlern gezeigt wurden. Die Ausstellung fand im folgenden Monat auch in Derry statt.
Basierend auf den Ereignissen des Hungerstreiks wurden mehrere Filme gedreht: Some Mother’s Son mit Helen Mirren, der Film H3, der von dem früheren Hungerstreikenden Laurence McKeown mitverfasst wurde, sowie Hunger von Steve McQueen.